# Martin Staudinger

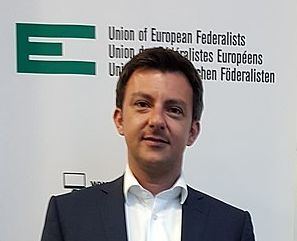
Martin Staudinger 2018 anlässlich eines Seminars der Jungen Europäischen Föderalisten in Bregenz

Martin Helmut Staudinger (* 22. Juni 1979 in Bregenz) ist ein sozialdemokratischer Politiker im österreichischen Bundesland Vorarlberg. Von 20. September 2018 bis 16. Oktober 2021 war Staudinger Landesparteivorsitzender der SPÖ Vorarlberg. Seit November 2019 ist er Landtagsabgeordneter im Vorarlberger Landtag, seit der Bürgermeisterwahl 2020 zudem Bürgermeister der Marktgemeinde Hard am Bodensee.

## Studium und beruflicher Werdegang
Staudinger hat das Diplomstudium der Politikwissenschaft an der Universität Wien und das der Volkswirtschaftslehre an der Wirtschaftsuniversität Wien mit je einem Magistertitel 2006 abgeschlossen, und später berufsbegleitend beim Doktoratsstudium der Politikwissenschaft 2016 zum Doktor promoviert.
Nach verschiedenen beruflichen Tätigkeiten begleitend zum Studium wurde er 2006 hauptberuflich Bezirksgeschäftsführer der SPÖ Wien Innere Stadt.
In dieser Zeit gründete und veranstaltete er das Festival Donaukanaltreiben 2007 erstmals.
Als Mitarbeiter der erfolgreichen Kampagne zur Nationalratswahl 2008 wechselte Staudinger in die Bundespolitik. Er war von Dezember 2008 bis Oktober 2015 sieben Jahre Mitarbeiter im Kabinett von Bundesminister Rudolf Hundstorfer im Bundesministerium für Arbeit, Soziales und Konsumentenschutz. Dabei konzipierte und verhandelte er unter anderem große Projekte wie die Mindestsicherung, die Pflegegeldreform, den Nationalen Aktionsplan Behinderung 2010–2020 oder den Pflegefonds.
Nach 18 Jahren in Wien kehrte Martin Staudinger nach Vorarlberg zurück. Dort leitete er von Oktober 2015 bis Oktober 2020 die Landesstelle Vorarlberg des Sozialministeriumservice. Es ist für das Förderwesen im Behinderten- und Pflegebereich verantwortlich.

## Politischer Werdegang
Während des Studiums in Wien ab 1998 engagierte sich Staudinger ab 1999 beim Verband Sozialistischer StudentInnen Österreichs (VSStÖ) und war von 2001 bis 2003 Finanzreferent der Österreichischen Hochschülerschaft der Universität Wien. Er wurde Mitglied im „Wiener Ausschuss“ der SPÖ Wien.
Im November 2006 wurde Bezirksrat im ersten Wiener Gemeindebezirk und übte auch das Amt des stellvertretenden Klubobmannes sowie als Bezirksgeschäftsführer aus. 
Bei den beiden folgenden Bezirksvertretungswahlen wurde dieses Mandat bestätigt. Bei Nationalratswahl in Österreich 2017 stand er an 362. Stelle auf der Bundesparteiliste der SPÖ.
Im Juni 2018 wurde Martin Staudinger vom erweiterten Landesparteivorstand der SPÖ in Vorarlberg als Nachfolger von Gabriele Sprickler-Falschlunger als Landesparteivorsitzender sowie als Spitzenkandidat für die kommende Landtagswahl nominiert. 
Anlässlich des 42. Landesparteitages der SPÖ Vorarlberg am 20. September 2018 wurde er mit 99,3 Prozent der abgegebenen Stimmen zum Landesparteivorsitzenden der Partei gewählt.
Ein erster Erfolg seines neuen Kurses als Parteivorsitzender war die Europawahl in Österreich 2019, der entgegen dem Bundestrend von −0,20 % in Vorarlberg ein Zugewinn von +2,9 % verbucht werden konnte.
Bei der Landtagswahl in Vorarlberg 2019 konnte Martin Staudinger als neuer Spitzenkandidat für die SPÖ Vorarlberg einen Zugewinn von drei auf vier Mandaten erreichen, dies war der erste Zugewinn für die SPÖ Vorarlberg seit 2004. 
Damit konnte er wieder deutlich von dem Bundestrend der SPÖ abheben: Während die SPÖ bei der Nationalratswahl in Österreich 2019 zwei Wochen zuvor minus 5,68 % erreichte, gab es in Vorarlberg zwei Wochen später ein Plus von 0,68 % und einem Mandat zu feiern. Staudinger selbst erreichte das SPÖ-Grundmandat im Wahlbezirk Bregenz und zog damit am 6. November 2019 als Abgeordneter in den Vorarlberger Landtag ein, wo er von seiner Fraktion einstimmig zum Klubvorsitzenden gewählt wurde.
Ein Jahr später trat er in seiner Heimatgemeinde Hard bei der Gemeindevertretungs- und Bürgermeisterwahl als Spitzen- und Bürgermeisterkandidat für die SPÖ an. Auf Anhieb konnte seine Wahlliste „Dr. Martin Staudinger - Mitanand für Hard“ (SPÖ) von 7,72 % auf 27,99 % zulegen, das entspricht einem Zugewinn von +20,17 %. In der Bürgermeisterdirektwahl konnte er auf Anhieb Platz 1 vor der amtierenden ÖVP-Bürgermeisterin Eva-Maria Mair und der bekannten Grünen Spitzenkandidatin Eva Hammerer erreichen. 
In der Stichwahl am 27. September 2020 konnte er sich deutlich gegen die bisherige Bürgermeisterin Eva Maria Mair durchsetzen und wurde mit 67,10 % Zustimmung zum Harder Bürgermeister gewählt.
Um sich auf das Bürgermeisteramt fokussieren zu können, stellte Martin Staudinger wie vor der Wahl versprochen seine Funktion als Klubobmann und als Parteiobmann zur Verfügung. Am 28. September 2020 wurde Thomas Hopfner einstimmig als Nachfolger von Martin Staudinger zum SPÖ-Klubobmann im Landtag gewählt. Staudinger selbst verblieb als einfacher Abgeordneter im Vorarlberger Landtag. 
Am 16. Oktober 2021 übernahm Gabriele Sprickler-Falschlunger nach starken parteiinternen Auseinandersetzungen um die Nachfolge von Martin Staudinger als Landesparteivorsitzender erneut die Führung der SPÖ Vorarlberg. Die Kandidatur von Klubobmann Thomas Hopfner als möglichen Nachfolger als Landesparteivorsitzender führte zu Unmut einiger anderer führender Mitglieder, die mit Hopfner noch offene Rechnungen aus seinen Ambitionen von 2016 hatten. 
Dies hatte zu starken parteiinternen Diskussionen geführt, schließlich meldeten sich zum Parteitag fünf Kandidaturen an, Vorsitzende wurde schließlich abermals Gabriele Sprickler-Falschlunger.